# トヨタ・プリウスV
プリウスV（プリウス ブイ、PRIUS V）は、トヨタ自動車が製造・販売していたハイブリッド専用乗用車である。
日本ではプリウスαとして販売されていた。

## 概要
北米、および大洋州で販売されていた。

## 沿革
2011年1月10日、デトロイトモーターショーで、「PRIUS V」を発表。

## 車名の由来
「V」は、Versatility（多様性）の頭文字からとったものである。